# Matthew Tkachuk
Matthew Tkachuk (Scottsdale, Arizona, 11 de diciembre de 1997), apodado The Rat King, es un jugador profesional estadounidense de hockey sobre hielo que se desempeña en la posición de extremo izquierdo en Florida Panthers, equipo de la National Hockey League (NHL).

## Carrera
Fue seleccionado en la primera ronda en la NHL Entry Draft de 2016. Hizo su debut profesional con el equipo Calgary Flames, en el cual jugó seis temporadas (2016-2022), después pasó a Florida Panthers, donde lleva jugando dos temporadas.